# L'Intention
L'Intention (Intention en anglais) est un livre de la philosophe britannique G. E. M. Anscombe, paru en 1957 chez Basil Blackwell. Ce livre, qui traite du concept d'intention principalement, est un ouvrage majeur de la philosophie de l'action au XXe siècle. Il a influencé les recherches de Donald Davidson, Harry Frankfurt et Vincent Descombes.
Anscombe s'oppose au mentalisme (théorie philosophique et psychologique qui affirme l'existence de phénomènes mentaux « privés », inconnaissables par observation directe). Elle critique le naturalisme en philosophie de l'esprit. Elle affirme au contraire que l'intention de l'esprit est à comprendre à partir de la réalisation de l'action intentionnelle, qui n'est pas purement privée.
En repartant de la théorie kantienne formulée dans la Métaphysique des mœurs, elle théorise l’idee selon laquelle «l’intention n’existe pas sans action ». L’intention serait contemporaine ou rétrospective de l’action.